# Faistenau
Faistenau est une commune autrichienne du district de Salzbourg-Umgebung dans l'État de Salzbourg.

## Géographie
Localités de Faistenau :
- Alm
- Anger
- Faistenau
- Lidaun
- Ramsau
- Tiefbrunnau
- Vordersee
- Wald